# تانکر کلاس رنجر
تانکر کلاس رنجر (به انگلیسی: Ranger-class tanker) یک کلاس از کشتی است که طول آن ۳۶۵ فوت ۱۰ اینچ (۱۱۱٫۵۱ متر) است.